# Sjetpe
Sjetpe (ryska: Шетпе) är en ort i Kazakstan. Den ligger i oblystet Mangghystau, i den västra delen av landet, 1 600 km sydväst om huvudstaden Astana. Sjetpe ligger 209 meter över havet och antalet invånare är 11 836.
Terrängen runt Sjetpe är platt åt sydost, men åt nordväst är den kuperad.  Trakten runt Sjetpe är nära nog obefolkad, med mindre än två invånare per kvadratkilometer. Det finns inga andra samhällen i närheten. Trakten runt Sjetpe består i huvudsak av gräsmarker.